# (9016) Henrymoore
(9016) Henrymoore est un astéroïde de la ceinture principale.

## Description
(9016) Henrymoore est un astéroïde de la ceinture principale. Il fut découvert le 10 janvier 1986 à l'Observatoire Palomar par Carolyn S. Shoemaker et Eugene M. Shoemaker. Il présente une orbite caractérisée par un demi-grand axe de 2,73 UA, une excentricité de 0,38 et une inclinaison de 29,0° par rapport à l'écliptique.

## Compléments